# Whitemarsh Township
Whitemarsh Township est un township du comté de Montgomery, en Pennsylvanie, aux États-Unis.